# Jodel D.11
El Jodel D.11 es un monoplano biplaza francés, diseñado y desarrollado por Société Avions Jodel como respuesta a una solicitud del Gobierno francés por un avión de ala baja que fuera usado por los muchos clubes de vuelo emergentes del país.
Se han construido y volado más de 3000 ejemplares.

## Diseño y desarrollo
Los diseñadores Édouard Joly y Jean Délémontez basaron el diseño en dos de sus proyectos anteriores; combinaron el ala del proyectado D.10 con una versión alargada y ensanchada del fuselaje del D.9. El primer ejemplar voló el 4 de abril de 1950. De configuración de rueda de cola convencional, el D.11 presentaba un tren de aterrizaje fijo carenado, y acomodaba al piloto y al pasajero lado a lado. Los paneles alares por fuera de los soportes del tren de aterrizaje poseían un marcado diedro. Se instalaron varias plantas motrices, típicamente Salmson 9, Continental O-170 o Continental O-200. El avión es de construcción totalmente en madera con un larguero de caja de una pieza.
Los D.11 se construyeron bajo licencia por una serie de constructores en Europa y otros lugares, incluyendo Wassmer, Aero-Difusión y Falconar Avia. Muchos ejemplares también fueron construidos de forma amateur con planos proporcionados por Falconar.

## Variantes

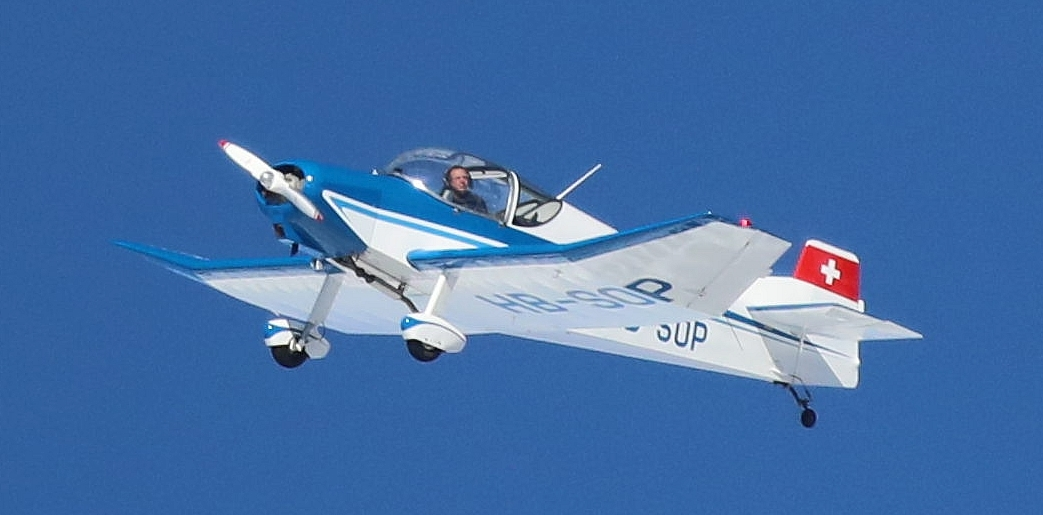
Uetz Jodel D-11 C/N 931-13 original de 1958 en el aire.

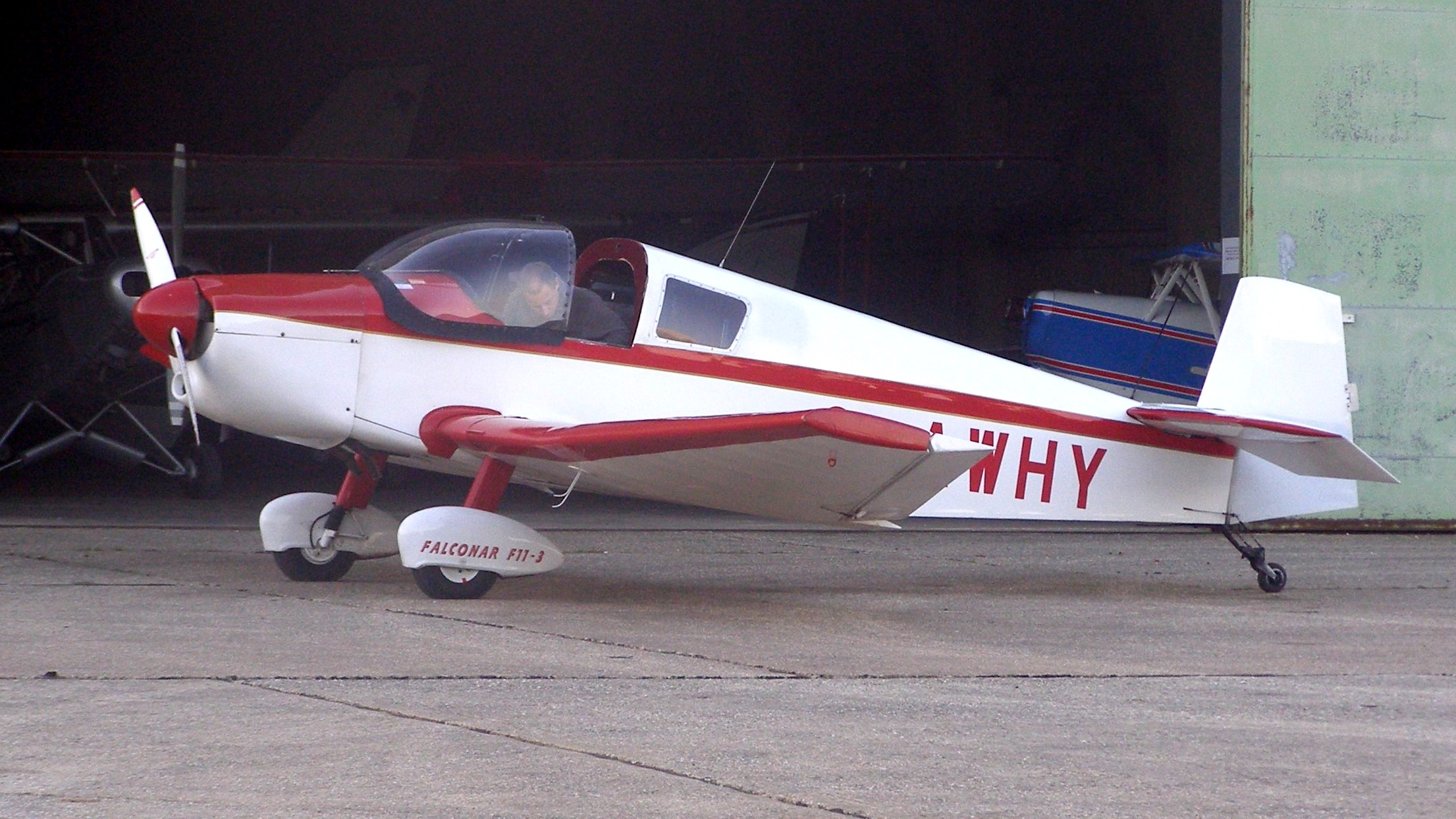
Falconar F11-3 de construcción amateur con planos de Falconar of Canada, que está basado en el Jodel D.11.

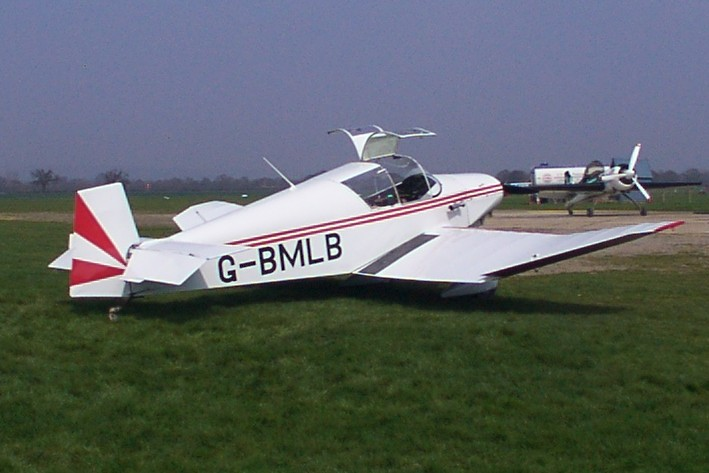
Wassmer Jodel D.120A Paris-Nice.

D.11
Versión original con un motor Salmson 9Adb de 55 hp.
D.111
D.11 con un motor Minié 4.DC.32 de 56 kW (75 hp), construido por Jodel.
D.112
D.11 con un motor Continental A65 de 48 kW (65 hp), construido por Jodel, Wassmer (Société Wassmer), SAN (Société Aéronautique Normande), Valledeau, Denize y constructores amateur. Las versiones amateur pueden ser propulsadas por motores de 48 a 89 kW (65 a 120 hp). El Continental C90 de 67 kW (90 hp) también puede usarse.
D.112A
D.112D
D.112V
D.113
D.11 con un motor Continental O-200-A de 75 kW (100 hp), construcción amateur.
D.114
D.11 con un motor Minié 4.DA.28 de 52 kW (70 hp), construcción amateur.
D.115
D.11 con un motor Mathis 4G-F-60 de 56 kW (75 hp), construcción amateur.
D.116
D.11 con un motor Salmson 9ADr de 45 kW (60 hp), construcción amateur.
D.117
D.11 construido por SAN, llamado Grande Tourisme, 223 construidos, motor Continental C90 y sistema eléctrico revisado.
D.117A
D.117 construido por Alpavia.
D.118
D.11 con un motor Walter Mikron II de 45 kW (60 hp), construcción amateur.
D.119
D.117 de construcción amateur.
D.119D
D.119DA
D.119V
D.120
D.117 construido por Wassmer, llamado Paris-Nice, 337 construidos, motor Continental C90.
D.120A
Con frenos aéreos.
D.120R
Remorqueur (remolcador).
D.120AR
Remolcados con frenos aéreos.
D.121
D.11 con un motor Continental A75 de 56 kW (75 hp), construcción amateur.
D.122
D.11 con un motor Praga de 56 kW (75 hp), construcción amateur.
D.123
D.11 con un motor Salmson 5Ap.01 de 63 kW (85 hp), construcción amateur.
D.124
Roger BlenetD.11 con un motor Salmson 5Aq.01 de 60 kW (80 hp), construcción amateur.
D.125
D.11 con un motor Kaiser de 67 kW (90 hp), construcción amateur.
D.126
D.11 con un motor Continental C85 de 63 kW (85 hp), construcción amateur.
EAC D.127
D.112 construido por la Société d'Etudes Aéronautiques et Commerciales con cubierta deslizante y tren de aterrizaje DR.100.
EAC D.128
D.119 construido por la Société d'Etudes Aéronautiques et Commerciales con cubierta deslizante y tren de aterrizaje DR.100.
D.11 Spécial
Falconar F11
Diseño derivado canadiense de construcción amateur.
Uetz U2-MFGZ
Uetz U2V
D.119 de ala recta construido en Suiza por Walter Uetz Flugzeugbau.
Aero Difusión D-11 Compostela
Aero Difusión D-112 Popuplane
D.112 de construcción bajo licencia por Aero-Difusión de España.
Aero Difusión D-119 Popuplane
D.119 de construcción bajo licencia por Aero-Difusión.
Aero Difusión D-1190S Compostela
68 construidos.
Blenet RB.01 Jozé
Derivados del D.112 diseñados por Roger Blenet. Propulsados por motores Continental A65-8F, dos ejemplares conocidos.

## Operadores
España
- Ejército del Aire

## Especificaciones (D.117 con motor Continental C90-14F)
Referencia datos: Jane's All the World's Aircraft 1958-59

### Características generales
- Tripulación: Uno (piloto)
- Capacidad: Un pasajero o estudiante
- Longitud: 6,5 m (21,3 ft)
- Envergadura: 8,2 m (27 ft)
- Altura: 2,1 m (6,8 ft)
- Superficie alar: 12,7 m² (136,7 ft²)
- Perfil alar: NACA 23013.5[10]
- Peso vacío: 345 kg (760,4 lb)
- Peso cargado: 600 kg (1322,4 lb)
- Planta motriz: 1× motor bóxer de cuatro cilindros refrigerado por aire Continental C90-14F.
- Hélices: 1× bipala Merville o Légère de paso fijo y con cubo por motor.
- Capacidad de combustible: 116 l
- Carrera de despegue: 120 m
- Carrera de aterrizaje: 130 m

### Rendimiento
- Velocidad máxima operativa (Vno): 207 km/h (129 MPH; 112 kt)
- Velocidad crucero (Vc): 195 km/h (121 MPH; 105 kt)
- Velocidad de entrada en pérdida (Vs): 50 km/h (31 MPH; 27 kt)
- Alcance: 1170 km (632 nmi; 727 mi) en aire calmo a 1500 m (4921 pies) con 30 min de reserva
- Techo de vuelo: 5000 m (16 404 ft)
- Régimen de ascenso: 4 m/s (787 ft/min)

## Aeronaves relacionadas

### Aeronaves similares
- Druine Condor

### Secuencias de designación
- Secuencia D._ (interna de Jodel): D.9 - D.10 - D.11 - D.18 - D.19 - D.20 -- D.92 - D.93 - D.98 - D.111 - D.112 - D.113 - D.114 - D.115 - D.116 - D.117 - D.118 - D.119 - D.120 - D.121 - D.122 - D.123 - D.124 - D.125 - D.126 - D.127 - D.128 - D.140 - D.150 - D.185 →
- Secuencia E._ (Aeronaves de Escuela del Ejército del Aire español, 1954-1978): ← E.15 - E.16 - E.17 - XE.18 - E.18 - E.19 - E.20 →